# Last Time Around
| 전문가 평가                   | 전문가 평가  |
| 평가 점수                     | 평가 점수    |
| 출처                          | 점수         |
| ----------------------------- | ------------ |
| Rolling Stone                 | (favourable) |
| Esquire                       | (favourable) |
| AllMusic                      | [ 3 ]        |
| Encyclopedia of Popular Music | [ 4 ]        |

《Last Time Around》는 캐나다와 미국의 포크 록 밴드 버펄로 스프링필드의 세 번째이자 마지막 스튜디오 음반으로, 1968년 7월 30일에 발매되었다. 발매 당시의 공식 라인업은 닐 영, 스티븐 스틸스, 리치 퓨레이, 듀이 마틴, 브루스 파머, 짐 메시나로 구성되어 있었으나, 실질적으로 밴드는 이미 해체 상태였으며 이 음반은 최대 1년 전까지의 녹음을 모아 편집한 형태였다. 음반은 짐 메시나가 프로듀서 및 믹싱 엔지니어로 참여하였으며, 퓨레이의 의견도 반영되어 두 사람이 음반사의 마지막 계약 의무를 이행하기 위해 편집하였다. 러스티 영을 비롯한 여러 게스트 연주자들이 (일부는 크레딧에 명시되지 않음) 음반에 참여했으며, 특히 페달 스틸 기타 연주로 주목받았다.
이 음반이 발매될 무렵, 밴드 멤버들은 이미 각자의 새로운 프로젝트에 착수한 상태였다. 리치 퓨레이, 짐 메시나, 러스티 영은 컨트리 록 밴드 포코를 결성하는 데에 몰두하고 있었고, 스티븐 스틸스는 크로스비, 스틸스 & 내시를 결성 중이었다. 닐 영은 더 로켓츠라는 그룹과 함께 활동하고 있었으며, 이 밴드는 이후 크레이지 호스로 알려지게 된다. 듀이 마틴은 새로운 멤버들과 함께 버펄로 스프링필드라는 이름을 부활시키려 했으나, 이에 대해 스틸스와 영이 소송을 제기해 저지하였다. 브루스 파머는 잠시 크로스비, 스틸스 & 내시에 합류했으나, 법적 문제로 인해 1960년대 후반 동안 뚜렷한 음악 활동을 이어가지 못했다.

## 배경
《Last Time Around》는 밴드가 소속 음반사와의 마지막 계약 의무를 이행하기 위해 짐 메시나와 리치 퓨레이가 편집한 음반이다. 음반이 완성될 당시에는 이미 밴드가 사실상 해체된 상태였으며, 커버 아트 또한 다섯 명의 원년 멤버들이 따로 찍은 사진을 합성한 몽타주 형태로 구성되었다. 다섯 명의 원년 멤버들이 함께 녹음한 곡은 〈On the Way Home〉 단 한 곡뿐이다.
이 음반에는 작곡자들에게 중요한 의미를 지닌 곡들이 수록되어 있다.닐 영은 〈I Am a Child〉와 〈On the Way Home〉을 자신의 커리어 전반에 걸쳐 콘서트에서 자주 연주했으며, 특히 〈On the Way Home〉은 솔로뿐 아니라 크로스비, 스틸스, 내시 & 영(CSNY), 트랜스밴드, 블루노츠와 함께 공연한 레퍼토리였다. 〈Kind Woman〉은 리치 퓨레이의 대표곡 중 하나로, 그는 포코와 솔로 활동을 통해 지속적으로 이 곡을 연주했다. 스티븐 스틸스는 〈Questions〉를 〈Carry On〉과 결합시켜 CSNY의 음반 《Déjà Vu》의 오프닝 트랙으로 수록했으며, 이후 크로스비, 스틸스 & 내시의 공연에서 단골로 연주되었다. 스틸스는 이 곡을 2017년 주디 콜린스와의 협업 음반에서도 다시 녹음했다. 〈The Hour of Not Quite Rain〉의 가사는 1967년 8월, 로스앤젤레스의 라디오 방송국 KHJ가 주최한 공모전의 결과물이다. 이 공모전은 참가자가 시를 작성하면 이를 버펄로 스프링필드가 곡으로 만들어 녹음하는 형식이었으며, 우승자에게는 1,000달러와 출판 인세가 수여되었다. 당선작은 미키 캘런이 쓴 시였다.

## 곡 목록
| #  | 제목                     | 작사·작곡         | 리드 보컬 | 재생 시간 |
| -- | ------------------------ | ----------------- | --------- | --------- |
| 1. | 〈On the Way Home〉      | 닐 영             | 퓨레이    | 2:25      |
| 2. | 〈It's So Hard to Wait〉 | 리처드 퓨레이, 영 | 퓨레이    | 2:03      |
| 3. | 〈Pretty Girl Why〉      | 스티븐 스틸스     | 스틸스    | 2:24      |
| 4. | 〈Four Days Gone〉       | 스틸스            | 스틸스    | 2:53      |
| 5. | 〈Carefree Country Day〉 | 짐 메시나         | 메시나    | 2:35      |
| 6. | 〈Special Care〉         | 스틸스            | 스틸스    | 3:30      |

| #   | 제목                           | 작사·작곡         | 리드 보컬 | 재생 시간 |
| --- | ------------------------------ | ----------------- | --------- | --------- |
| 7.  | 〈The Hour of Not Quite Rain〉 | 미키 캘런, 퓨레이 | 퓨레이    | 3:45      |
| 8.  | 〈Questions〉                  | 스틸스            | 스틸스    | 2:52      |
| 9.  | 〈I Am a Child〉               | 영                | 영        | 2:15      |
| 10. | 〈Merry-Go-Round〉             | 퓨레이            | 퓨레이    | 2:02      |
| 11. | 〈Uno Mundo〉                  | 스틸스            | 스틸스    | 2:00      |
| 12. | 〈Kind Woman〉                 | 퓨레이            | 퓨레이    | 4:10      |